# 85-я территориальная дивизия «Ха-Амаким»
85-я территориальная дивизия «Ха-Амаким» (ивр. אוגדה מרחבית 85 העמקים‎) — резервная территориальная дивизия Армии обороны Израиля, действовавшая с 1970-х по 1992 год.

## История
В 1970-х годах был создан штаб управления «Ха-Амаким». В 1980-х годах он стал территориальной дивизией с двумя территориальными бригадами: 228-й бригадой «Алон» (бригада «Ха-Амаким» или территориальная бригада «Цемах») и 417-й бригадой «Ха-Бика».
В 1986 году бригадный генерал Хаель Салах был назначен командиром дивизии и стал первым друзом в звании бригадного генерала.
В 1992 году 85-я территориальная дивизия была расформирована.
В 2003 году территориальная бригада «Цемах» была объединена с бригадой «Ха-Бика» и стала территориальной бригадой ««Ха-Бика ве-ха-Амаким».

## Командиры дивизии
| Имя         | Срок полномочий | Примечания |
| ----------- | --------------- | ---------- |
| Одед Нир    |                 |            |
| Хаель Салах | 1986 —          |            |

## Нагрудные знаки подразделений в дивизии

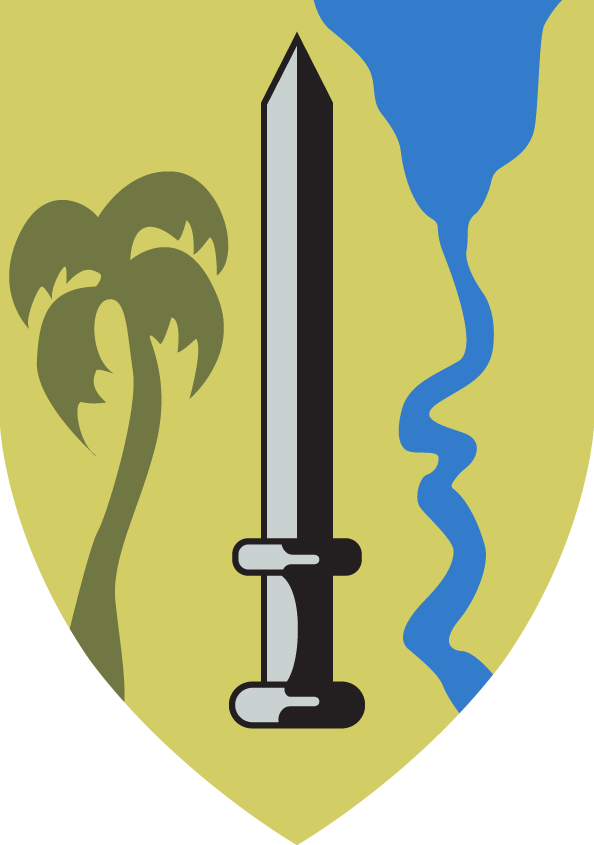
Бригада «Ха-Амаким» (228)
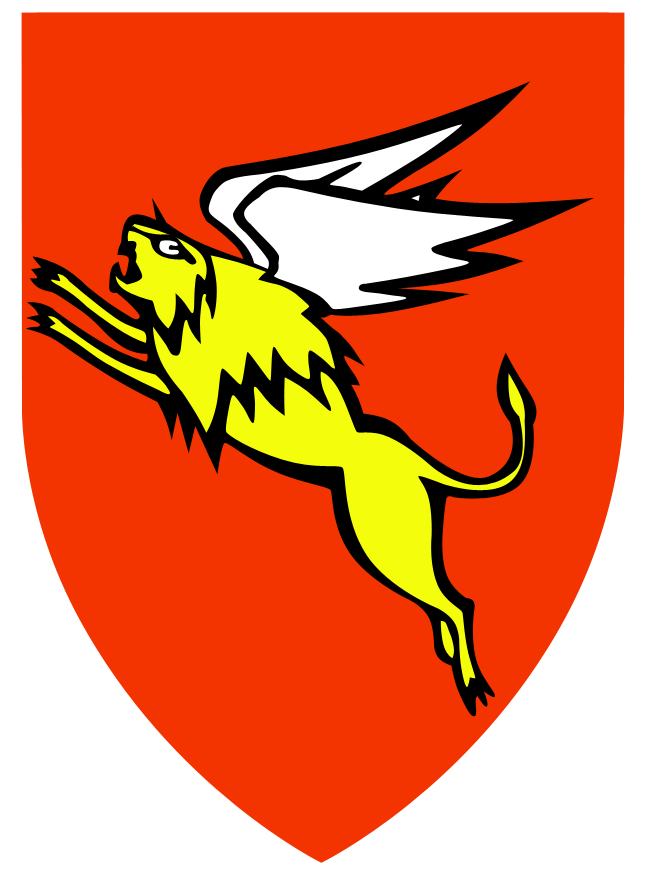
Бригада «Ха-Бика» (417)